# Hypolepis lactea
Hypolepis lactea là một loài dương xỉ trong họ Dennstaedtiaceae. Loài này được Brownsey & Chinnock mô tả khoa học đầu tiên năm 1984.
Danh pháp khoa học của loài này chưa được làm sáng tỏ. 